# Pseudatrichum nudiusculum
Pseudatrichum nudiusculum là một loài Rêu trong họ Polytrichaceae. Loài này được (Mitt.) G.L. Merr. miêu tả khoa học đầu tiên năm 1987.